# Чини
Чини или враџбине представљају магијске радње. Спроводиоци ових магијских радњи верују да уз помоћ натприродних сила могу да постигну паранормалне ефекте. Постоје историјски извори о коришћењу магије и чини током разних етапа развоја људског друштва. У данашње време се често повезују са окултизмом.
У данашње време враџбинама се махом баве врачаре или вештице које умеју да обуздају и преусмере магијске моћи биља, воде, камења, кристала, ватре и друго. 